# 以革伦 (肯塔基州)
以革伦（英語：Ekron），是美国肯塔基州的一座城市。面积约为0.3平方公里（0.1平方英里）。根据2010年美国人口普查，该市的人口为135人。